# Ylvis
Ylvis (pronunciació en noruec: ['ylvis]) és un duet humorístic noruec format pels germans Vegard i Bård Ylvisåker. S'estrenaren com artistes l'any 2000 i des d'aleshores han aparegut en diversos països en espectacles, concerts, programes de televisió, programes de ràdio, etc. Actualment són els amfitrions del programa noruec I kveld med Ylvis. La seva cançó "The Fox (What Does The Fox Say?)", escrita i filmada per un programa de televisió, es feu viral a YouTube el setembre de 2013 i constà de més de 800 milions de visualitzacions el juliol de 2018.